# 水野忠定
水野 忠定（みずの たださだ、元禄4年（1691年） - 延享5年6月26日（1748年7月21日））は、江戸時代中期の大名。安房北条藩の初代藩主。忠位系水野家2代。
伊勢桑名藩主・松平定重の九男。母は井上氏。正室は水野忠位の娘。子に水野忠寛（長男）、水野忠見（次男）、娘（久松松平勝房正室）、娘（内田正親正室）、娘（酒井忠香正室）、娘（水野忠耆正室）、娘（内藤正興正室）。官位は従五位下、壱岐守。
幼名は吉之助。正徳2年（1712年）5月、大坂定番水野忠位（1万2000石）の婿養子となり、同年12月に叙任する。正徳3年（1713年）9月16日、家督を継ぐ。知行地のうち摂津5000石が信濃に差し替えられて同国筑摩郡に知行所を置き、信濃1万石、丹波2000石を領する。享保4年（1719年）10月、大番頭となる。享保8年（1723年）3月に若年寄となり、無城大名となった。享保10年（1725年）10月18日、宗家の松本藩水野忠恒の改易に合わせて安房国北条に移封され（安房国安房郡、朝夷郡、長狭郡、上総国市原郡）、北条藩を立藩した。享保18年（1733年）6月、丹波国内で3000石を加増され（氷上郡、船井郡、天田郡）、知行高が1万5000石となる。延享2年（1745年）9月からは徳川家重付の若年寄となる。
延享5年（1748年）6月26日、58歳で死去し、跡を次男の忠見が継いだ。法号は鏡誉智天定光大円院。墓所は東京都文京区小石川の伝通院。

## 系譜
父母
- 松平定重（実父）
- 井上氏 - 側室（実母）
- 水野忠位（養父）

正室
- 水野忠位の娘

子女
- 水野忠寛（長男）生母は正室
- 水野忠見（次男）生母は正室
- 松平勝房正室
- 内田正親正室、生母は正室
- 酒井忠香正室、生母は正室
- 水野忠耆正室、生母は正室
- 内藤正興正室、生母は正室